# Cambodia Airways
Cambodia Airways ist eine 2017 gegründete kambodschanische Flug- und Tochtergesellschaft der Prince International Airlines.

## Geschichte
Im August 2017 erhielt die Fluggesellschaft die erste Genehmigung des Council for the Development of Cambodia und im September erhielt sie die Gründungsurkunde der Handelskammer. Nachdem Kambodschanische Staatssekretariat für Zivilluftfahrt  (SSCA) am 6. Juli 2018 das Air Operator Certificate (AOC) ausgestellt hatte, begann der Flugbetrieb am 10. Juli. Der erste Flug führte von Phnom Penh nach Siem Reap, am 14. Juli folgte der erste Flug nach Sihanoukville und am 21. Juli der erste internationale Flug nach Macau.

## Flugziele
Das Drehkreuz der Cambodia Airways ist Phnom Penh. In Kambodscha fliegt die Gesellschaft Siem Reap und Sihanoukville an. Die wichtigste internationale Flugroute führt nach China, wo das Flugziel Macau von allen drei in Kambodscha bedienten Flughäfen direkt angeflogen wird. Von Siem Reap wird Taiwan bedient, wobei Taipei nur im Charterverkehr angeflogen wird, aber ab November 2018 ein regelmäßiger Flug nach Taichung verkehrt. 
Geplante internationale Flugziele sind Hongkong, Manila auf den Philippinen, Singapur, Kuala Lumpur in Malaysia und Bangkok in Thailand. 
Ab Oktober 2018 wird Taipei direkt von Siem Reap angeflogen, im November soll eine direkte Verbindung nach Taichung folgen.
Charter- und Linienflüge nach Korea und Japan sind geplant, ebenso Flüge nach Australien und Europa.

## Flotte
Mit Stand Januar 2023 besteht die Flotte der Cambodia Airways aus sechs Flugzeugen mit einem Durchschnittsalter von 9,2 Jahren:
| Flugzeugtyp     | Anzahl | bestellt | Anmerkungen                               | Sitzplätze | Durchschnittsalter |
| --------------- | ------ | -------- | ----------------------------------------- | ---------- | ------------------ |
| Airbus A319-100 | 3      |          | einer inaktiv                             | 150        | 14,8 Jahre         |
| Airbus A320-200 | 3      |          | einer inaktiv; mit Sharklets ausgestattet | 180        | 3,6 Jahre          |
| Gesamt          | 6      |          |                                           |            |                    |

Bis 2023 plant die Fluggesellschaft den Kauf von 20 Flugzeugen der Airbus-A320-Familie. Für den Einsatz nach Europa und Australien sollen Airbus A330 beschafft werden, wobei noch kein Datum für den Kauf genannt wurde.